# Michelle (Duitse zangeres)

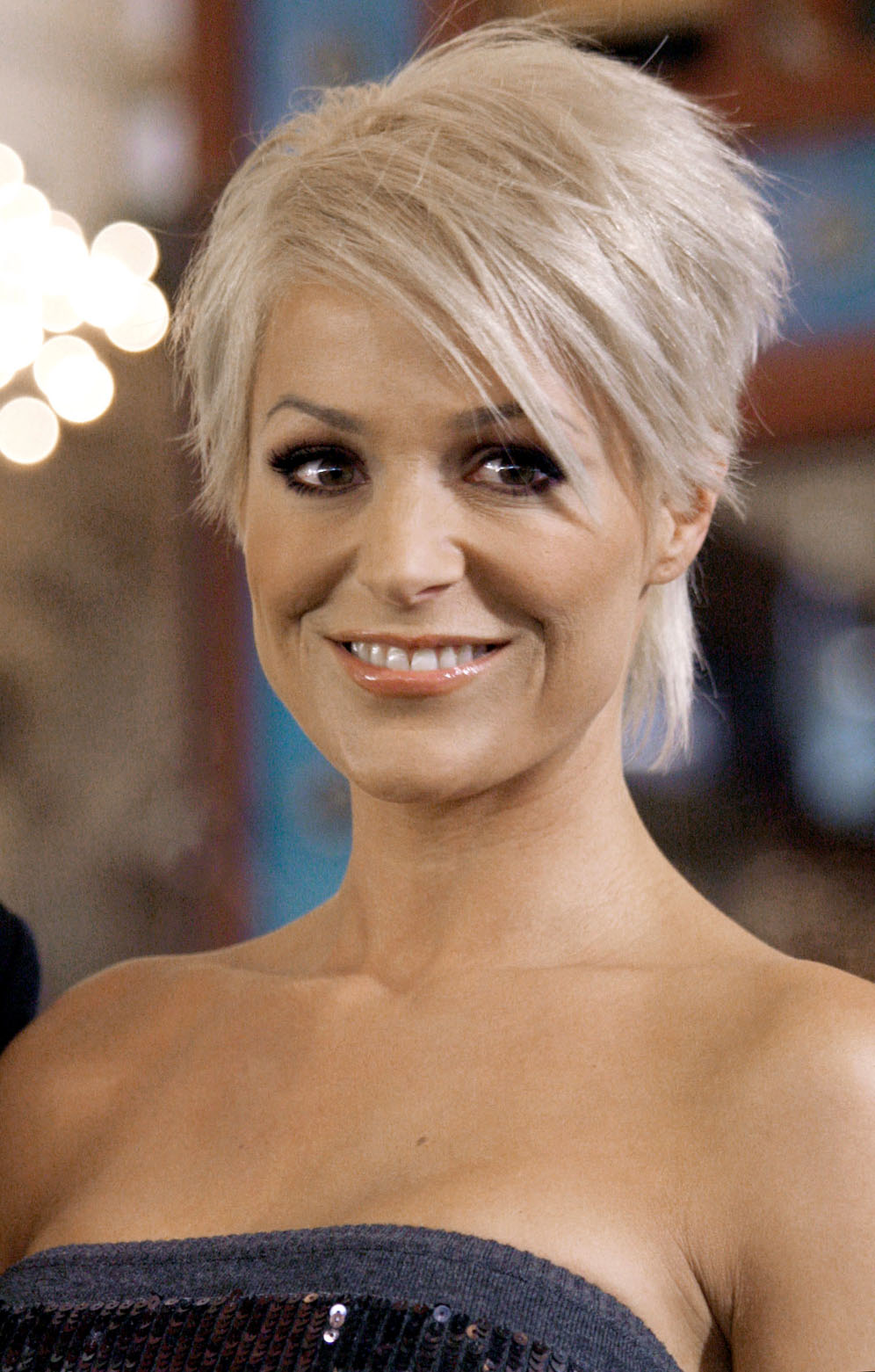
Michelle

Tanja Hewer (Villingen-Schwenningen, 15 februari 1972), met als artiestennaam Michelle, is een Duitse schlager- en popzangeres.

## Biografie
Tanja Hewer groeide op onder moeilijke omstandigheden. Op haar tiende werd ze uit huis geplaatst. Rond haar veertiende leefde ze een tijd op straat. Een paar jaar later werd ze zangeres bij bandjes. Rond haar 20-ste werd ze ontdekt door de Schlagerzangeres Kristina Bach. In 1993 maakte ze voor het eerst naam met Erste Sehnsucht en kwam in 1994 met Und heut' Nacht will ich tanzen, gecomponeerd door Jean Frankfurter, bovenaan de Duitse hitparade. In 1997 nam ze deel aan Der Countdown läuft dat in dat jaar de preselectie voor het Eurovisiesongfestival was, ze behaalde een derde plaats met Im Auge des Orkans en stond enkele dagen later al op het Schlagerfestival met Wie Flammen im Wind, ook van Jean Frankfurter, dat in 1997 werd uitgeroepen tot Schlager van het jaar.
In 2000 nam ze deel aan de Countdown Grand Prix, deze keer met meer succes want ze won met de ballade Wer Liebe lebt. Op het Eurovisiesongfestival 2001 in Kopenhagen koos ze voor een gemengde versie Duits-Engels. Ze zong zich naar een achtste plaats. Het jaar daarop verscheen haar cd Rouge, vaak aangemerkt als haar beste.
In 2003 en 2004 ging het bergaf met Michelle: ze werd depressief, stopte met zingen, begon een hondenkapsalon en ondernam zelfs een zelfmoordpoging.
In het voorjaar van 2005 kwam ze met de nieuwe CD Leben die binnen enkele weken goud haalde. Een jaar later zong ze als Tanja Thomas discohits uit de jaren 70. Ze zong in het Engels en dan vooral covers van oude succesnummers als On the Radio (Donna Summer, 1980) en Gloria (Laura Branigan, 1982). Het Tanja Thomas experiment werd geen succes. In april 2006 stond ze op de omslag van de Duitse Playboy. In datzelfde jaar verscheen haar veel geprezen cd Glas.
Nadat ze in maart 2008 op een persconferentie bekend had gemaakt dat het project Michelle was afgesloten en eind 2008 haar eigen faillissement had aangevraagd, verscheen in 2009 de cd Goodbye Michelle, bedoeld als afsluiting van haar carrière. Maar in 2010 was Michelle - die twee keer tot Schlagerzangeres van het jaar was uitgeroepen (1999, 2001) en van wie vier miljoen cd's waren verkocht - tot opluchting van haar miljoenen fans terug als Michelle. Ze zong over haar in maart 2009 doodgeboren dochter Ronja het nummer Sternenkind (op de cd Der Beste Moment uit 2011). In 2012 had ze met Grosse Liebe weer een grote hit die het begin van een nieuwe, succesrijke periode markeerde. Begin 2015 was ze op tournée in Duitsland, Zwitserland en Oostenrijk. In 2015-2016 en opnieuw in 2016-2017 zat ze in de jury van Deutschland Sucht den Superstar, de Duitse variant van Idols. In april 2016 kwam Michelle voor het eerst sinds jaren weer met een cd met uitsluitend nieuwe nummers, Ich würd‘ es wieder tun. In februari en maart 2017 volgde weer een tournée.
Michelle heeft drie dochters en woont in Keulen.

## Discografie
Zie ook: Discografie van Michelle (Duitse zangeres)

### Singles
- 1993: Erste Sehnsucht
- 1993: Prinz Eisenherz
- 1993: Und heut' nacht will ich tanzen
- 1994: Silbermond und Sternenfeuer
- 1995: Dornröschen ist aufgewacht
- 1995: Traumtänzerball
- 1997: Kleine Prinzessin
- 1997: Im Auge des Orkans
- 1997: Wie Flammen im Wind
- 1998: Dein Püppchen tanzt nicht mehr
- 1998: Der letzte Akkord
- 1998: Nenn es Liebe oder Wahnsinn
- 2000: So was wie Liebe
- 2000: Wirst Du noch da sein
- 2001: Wer Liebe lebt
- 2002: Das Hotel in St. Germain
- 2002: Idiot
- 2005: Fliegen
- 2005: Vielleicht nur einmal im Leben
- 2009: Goodbye Michelle
- 2010: Nur noch dieses Lied
- 2010: Gefallener Engel
- 2010: Manege frei für mein Gefühl
- 2011: Der beste Moment
- 2011: Idiot (Version 2011)
- 2012: Große Liebe
- 2014: Paris
- 2014: Herzstillstand
- 2016: Wir feiern das Leben
- 2016: So schön ist die Zeit
- 2017: Träume haben Flügel

### Albums
- 1993: Erste Sehnsucht
- 1995: Traumtänzerball
- 1997: Wie Flammen im Wind
- 1998: Nenn es Liebe oder Wahnsinn
- 1999: Denk' ich an Weihnacht
- 2000: So was wie Liebe
- 2000: Eine Reise In Die Zärtlichkeit
- 2001: Michelle - Best of
- 2002: Rouge
- 2005: Leben
- 2006: Glas
- 2006: My Passion als 'Tanja Thomas'
- 2007: Wilde Traume dubbel-cd
- 2009: Goodbye Michelle
- 2010: Der Beste Moment
- 2012: L'amour
- 2012: Essential
- 2014: The Ultimative Best Of Michelle (3-cd)
- 2016: Ich würd' es wieder tun
- 2018: Tabu
- 2020: Anders ist gut
- 2022: Da's war's... Noch nicht!
- 2024: Flutlicht

### Dvd's
- 2001: Michelle - Live

| DVD's met hitnoteringen in de DVD Top 30 | Datum van verschijnen | Datum van binnenkomst | Hoogste positie | Aantal weken | Opmerkingen |
| ---------------------------------------- | --------------------- | --------------------- | --------------- | ------------ | ----------- |
| Die ultimate best of - live              | 2015                  | 17-10-2015            | 17              | 1            |             |